# Tamás Lőrincz
Tamás Lőrincz (ur. 20 grudnia 1986) – węgierski zapaśnik. Złoty medalista olimpijski z Tokio 2020 w kategorii 77 kg; srebrny z Londynu w kategorii 66 kg, dziewiąty w Pekinie 2008, szesnasty w Rio de Janeiro 2016 w kategorii 66 kg.
Walczy w stylu klasycznym, w kategorii do 66 kg. Zawody w 2012 były jego drugimi igrzyskami olimpijskimi, debiutował w 2008 w Pekinie, gdzie zajął ósme miejsce. Zdobył złoty medal na mistrzostwach świata w 2019; srebrny w 2017, 2018 i brązowy w 2014. Osiem razy na podium mistrzostw Europy w latach 2006 – 2021. Brązowy medalista igrzysk europejskich w 2019. Drugi w Pucharze Świata w 2008; piąty w 2015 i ósmy w 2006. Akademicki mistrz świata w 2014. Trzeci na MŚ i ME juniorów w 2006 roku.
Mistrz Węgier w 2006, 2007, 2015, 2017 i 2018 roku.
Jego brat Viktor Lőrincz jest również zapaśnikiem,  olimpijczykiem z Rio de Janeiro 2016.